# Задорожный, Андрей Валерьевич
Андрей Валерьевич Задоро́жный (3 сентября 1973, Ярославль) — российский легкоатлет, специалист в беге на средние дистанции. Бронзовый призер чемпионата Европы, многократный чемпион России. Мастер спорта России международного класса.

## Карьера
В детстве Андрей занимался лыжным спортом. В шестом классе перешел в лёгкую атлетику, где тренировался под руководством Валентины Александровны Маковеевой. Бегал дистанции от 800 до 5000 м. В 1994 году попал в состав сборной России на Игры доброй воли в Санкт-Петербурге.
В 1997 на чемпионате Мира в Афинах Андрей прошёл в полуфинал на дистанции 1500 м и выполнил норматив МСМК. В 1998 на чемпионате Европы в Валенсии Андрей Задорожный завоевал бронзовую медаль на 1500 м. В 1999 получил травму, смог возобновить спортивную карьеру только в 2001 году, став чемпионом России на дистанции 1500 м и завоевав бронзу в беге на 5000 м. В 2002 Андрей снова стал чемпионом России в беге на 1500 метров. В 2003 на чемпионате Мира в Бирмингеме прошёл в финал, где показал 7-й результат. В 2004 снова была травма, не выступал вплоть до 2007 года.

## Личная жизнь
Окончил Ярославский государственный педагогический университет. Женат, супруга Ольга. сын Илья.